# Марин II (неаполітанський дука)
Марин II (†992) — неаполітанський дука (968–992), син дуки Іоанна III, який спочатку проводив провізантійську політику, за що отримав титули eminentissimus consul et dux, atque imperialis anthipatus patricius.
У 970 Марин присягнув візантійському патрицію Євгену після полонення лагобардського князя Пандульфа Залізної Голови. Брав участь у облозі Капуї, пограбував околиці міста, допоки військо імператора Священної Римської імперії Оттона I не прогнало візантійців.
У 974 Марин об'єднався з герцогом Амальфійським Мансо I та Ландульфом з Конци щоб змістити князя Салернського Гізульфа I. Однак, їх військо було переможене загонами Пандульфа Залізної Голови.
4 листопада 981 імператор Оттон II гостював у Неаполі, очевидно з дозволу Марина, що свідчить про зміни політики дукату на анти-візантійську.
Марин II помер у 992, йому спадкував син Сергій III.